# Pamela Jiles (Politikerin)

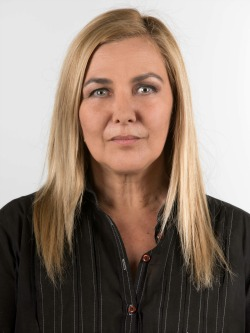
Pamela Jiles, 2018

Pamela Jiles Moreno (* 30. November 1960 in Santiago de Chile) ist eine chilenische Politikerin und Journalistin. Seit 2018 sitzt sie für den 12. Distrikt im chilenischen Abgeordnetenhaus.

## Leben
Jiles wurde am 30. November 1960 in der chilenischen Hauptstadt Santiago geboren. Ihre Großmutter war die Anwältin und Politikerin Elena Caffarena. In jungen Jahren lebte sie mit ihren Eltern in Kuba, da sie die kommunistische Revolution dort unterstützten. Im Alter von 5 Jahren kehrte sie mit ihrer Familie nach Santiago zurück und wuchs von da an im Stadtteil Ñuñoa auf. Nach ihrem Schulabschluss studierte sie Journalismus an der Päpstlichen Katholischen Universität von Chile.
In den 1980er Jahren startete sie schließlich ihre Karriere als Journalistin als Gegnerin der Diktatur von Augusto Pinochet. 1989 begann sie für den nationalen Fernsehsender Televisión Nacional de Chile zu arbeiten. Dort war sie über Jahre in verschiedenen Sendungen zu sehen. 2001 verließ Jiles jedoch TVN und war zunächst mehrheitlich im Radio- und Printjournalismus aktiv, ehe sie 2005 beim Televisión Regional de Chile zu arbeiten begann. Dort wurde sie jedoch nach kurzem wieder entlassen. Daraufhin arbeitete sie zwischenzeitlich unter anderem für Chilevisión, einen Sender, der zu dem Zeitpunkt dem späteren konservativen Präsidenten Chiles, Sebastián Piñera, gehörte. In den folgenden Jahren gehörte sie wechselnden Sendern und Sendungen als Moderatorin oder Diskussionsteilnehmerin an.

## Karriere als Politikerin
Jiles war zunächst Mitglied der Partido Comunista de Chile, welche sie jedoch im Jahr 2006 verließ. Im Jahr 2009 war sie kurzzeitig Kandidatin des linken Bündnisses MAS als Präsidentin Chiles, beendete ihre Kampagne jedoch schon drei Monate vor der eigentlichen Wahl. Stattdessen war sie als Teil der Liste von Alejandro Navarro Kandidatin für einen Sitz im Abgeordnetenhaus für den 45. Distrikt, der unter anderem Coronel, Hualqui und Penco in der Regíon del Biobío umfasst, wurde allerdings nicht gewählt.
Im Jahr 2017 bewarb sie sich erneut um einen Sitz im chilenischen Abgeordnetenhaus, diesmal als Mitglied der Humanistischen Partei, die Teil der Frente Amplio war. Im 12. Distrikt, der unter anderem Santiagos Stadtteile La Florida, San José de Maipo und Puente Alto umfasst, erhielt sie 12,9 % der Stimmen und wurde damit ins Abgeordnetenhaus gewählt. Dort ist sie seit 2018 unter anderem im Ausschuss für Familien und Senioren, deren Vorsitzende sie auch zwischenzeitlich war. Besonders während der COVID-19-Pandemie konnte Jiles an Popularität gewinnen, da sie sich für Gesetze einsetzte, die es den Chilenen erlaubten, sich Teile ihres Pensionsfonds vorzeitig auszahlen zu lassen. In mehreren, jeweils von ihr initiierten Stufen konnte sich die Bevölkerung bis zu 30 % ihrer Pensionsfonds als Hilfen während der Pandemie auszahlen lassen, Gesetzgebungsverfahren, die weitere Auszahlungen beinhalteten, wurden allerdings vom Kongress abgelehnt. Im Zuge dessen wurde auch über eine mögliche Präsidentschaftskandidatur 2021 von Jiles spekuliert, dazu kam es jedoch nicht.
Stattdessen trat Jiles bei der Parlamentswahl 2021 erneut im 12. Distrikt für die Humanistische Partei an, konnte dort mit 19,66 % die meisten Stimmen holen und wurde somit für eine weitere vierjährige Amtszeit gewählt. Da ihre Partei jedoch nicht genügend Stimmen erhielt, wurde diese nach der Wahl von der Wahlberhörde SERVEL aufgelöst. Seitdem ist Jiles unabhängige Abgeordnete im Parlament, schloss sich jedoch der Fraktion der Grünen und Unabhängigen an. In der neuen Wahlperiode wurde sie Mitglied im Ausschuss für die Verfassung, Gesetzgebung, Justiz und Geschäftsordnung sowie im Ausschuss für Ethik und Transparenz.